# Alexander-Stift
Das Alexander-Stift ist ein im Jahr 1953 in Baden-Württemberg entstandenes Alten- und Pflegeheim mit Hauptsitz in Kernen-Stetten. Die diakonische Einrichtung ist ein Tochterunternehmen der Diakonie Stetten und mit insgesamt 21 Standorten in sechs Landkreisen vertreten. Dabei reicht das Angebot der kleinen und familiären Einrichtungen von stationärer Dauerpflege über Kurzzeitpflege bis hin zu Tagespflege und Betreuten Seniorenwohnungen. 90 Prozent der Geschäftsanteile an der Alexander-Stift gGmbH übernahm 2008 die Diakonie Stetten e.V. Die Verbindung zum Bessarabiendeutschen Verein sollen durch die 10 Prozent der Geschäftsanteile lebendig gehalten werden, die bei der Stiftung Bessarabien verbleiben. 

## Vorläufereinrichtung
Vorläufer des Alexander-Stift war die 1865 in Sarata (damals im Zarenreich) gegründete Barmherzigkeitsanstalt Alexander-Asyl. Die Namensgebung erfolgte zu Ehren des damals regierenden Zaren Alexander II., Gründer waren sechs Pastoren. Das Heim betreute alte, kranke und behinderte Menschen sowie Waisen aus den Reihen der Bessarabiendeutschen. Die Selbsthilfeeinrichtung finanzierte sich aus Kirchenspenden deutscher Dörfer in Bessarabien.

## Entstehung
Die heutige Einrichtung entstand 1953 im Großerlacher Ortsteil Neufürstenhütte in einem leerstehenden kirchlichen Heim. Es sollte für ältere Bessarabiendeutsche, die keine eigene Wohnung hatten, ein Heim für den Lebensabend sein. Es beherbergte auch Menschen, die in der neuen Heimat nicht zurechtkamen, im Zweiten Weltkrieg Familienangehörige verloren hatten oder krank und pflegebedürftig waren. Die Einrichtung ist durch Gottesdienste und eine besondere Küche der bessarabischen Tradition verpflichtet.
Gründer und Träger war das Hilfskomitee der Ev.-luth. Kirche aus Bessarabien e.V. Am 20. Mai 2005 wurde das Alexander-Stift selbstständig, nachdem sich sein früherer Trägerverein dem Bessarabiendeutschen Verein anschloss. Heutzutage stammen die Bewohner nur noch zum geringeren Teil aus dem früheren Bessarabien.

## Verbundene Vereinigungen
Das Alexander-Stift war eng verbunden mit den früheren bessarabiendeutschen Vereinigungen:
- Landsmannschaft der Bessarabiendeutschen
- Hilfskomitee der Ev.-luth. Kirche aus Bessarabien
- Heimatmuseum der Deutschen aus Bessarabien

und ist heute verbunden mit den daraus fusionierten Vereinigungen unter der Bezeichnung:
- Bessarabiendeutscher Verein